# 五字神名

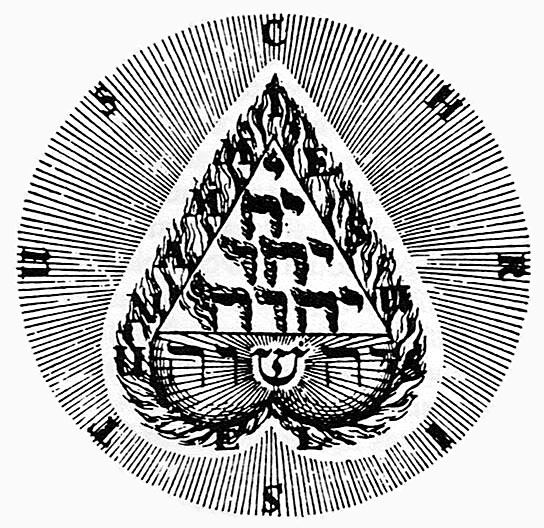
17世紀雅各·波墨所持有的帶耶穌聖名的神祕主義象徵標記，其顯示了從四字神名派生而出的五字神名。

五字神名（英語：Pentagrammaton，希臘語：Πενταγράμματον，意思是「五個字母」）或雅赫穌亞（希伯來語：יהשוה，羅馬化：Yahshuah）是一種被構造出的耶穌的希伯來語名字，最初記載見於阿塔納斯·珂雪、約翰·巴蒂斯特·哥洛胥德·馮·艾莎和一些文藝復興晚期的密傳學著作。五字神名並無考古學依據，也從未記載於死海古卷、猶太教文獻抑或任何銘文之中。學術界通常認為Jesus的原始拼法是Yeshua，即約書亞這個名字的希伯來聖經形式。

## 文藝復興時期的神祕學

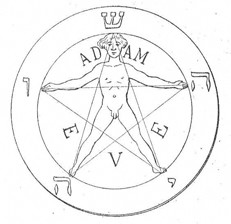
根據阿格里帕·馮·內特斯海姆的學說繪製的神祕學之五芒星，其顯示了由五個希伯來字母組成的五字神名，來自史坦尼斯拿斯·德·古埃塔於1897年所著《黑魔法之鑰》（法語：La Clef de la Magie Noire）。

最初把耶穌的名字拼作Yahshuah的是文藝復興時期的神祕學學者。在16世紀下半葉，希伯來文聖經開始首次流傳於眾多基督徒之間，且成果顯著。因此，一種神祕主義思潮出現在一些密契主義者組成的圈子裡，他們將希伯來字母ש（讀音：shin）置入四字神名（יהוה）的中間位置，以此派生出五字神名（יהשוה）。如果將五字神名拉丁化可表記為、或（拉丁語中不存在字母和 "sh / [š]" 這種發音，而在那個時代拉丁文裡的和，和並未作嚴格區分，很多情況下是可以互換使用），再輔以元音即可完整發音。巧合的是，這個拉丁化名字的前三個字母與拉丁文縮寫的耶穌基督聖名IHS（也可寫作）相同。
在文藝復興時期的祕術學著作中，五字神名經常與一枚神祕學五芒星結合在一起，通常會把五個希伯來字母 ‎ 分別置於五芒星的五個尖角處，而字母‎始終佔據頂端位置。於1620年出版，但可追溯至1582年的《自然魔法萬年曆》便記載了這樣一枚五芒星符號，被認為是五字神名的早期例子之一。五字神名於19世紀被法國作家艾利馮斯·李維引介至現代祕術主義並影響了1888年於英國創立的祕密結社黃金黎明協會，結社成員偏愛將五字神名寫作或，讀作耶赫穌亞 (Yeheshuah)。

## 外部連結
- The most accurate form of the name of Jesus in several Semitic languages（页面存档备份，存于）